# ダリル・スペンサー
- ダーレル・スペンサー

ダリル・ディーン・スペンサー（Daryl Dean Spencer, 1928年7月13日 - 2017年1月2日）は、アメリカ合衆国カンザス州出身のプロ野球選手（内野手）・プロ野球指導者。
アメリカでのニックネームは「ビッグ・ディー (Big Dee)」。日本では阪急ブレーブスの主軸打者としてプレーし、「ドクター・ベースボール」と呼ばれた。日本野球界にサイクル安打の概念を持ち込んだ人物としても知られる。

## 経歴
カンザス州ウィチタで生まれ、ウィチタイースト高校、州立ウィチタ大学を経て、1949年にニューヨーク・ジャイアンツ（現：サンフランシスコ・ジャイアンツ）と契約する。

### メジャーリーグ時代
1952年にAAAミネアポリス・ミラーズで、打率.294、27本塁打を記録し、同年ニューヨーク・ジャイアンツでメジャーデビュー。1953年は二塁・三塁・遊撃を守るユーティリティとして起用され、打率.208ながら20本塁打を放った。同年オフに日米野球でジャイアンツが来日した際、スペンサーも日本を訪れている。1954年から2年間は兵役でチームを離脱。1956年から復帰し、この頃から正遊撃手となった。以後は1960年にセントルイス・カージナルス、1961年シーズン途中にロサンゼルス・ドジャース、1963年シーズン途中にシンシナティ・レッズと渡り歩いた。ドジャース以降は三塁手としてプレーした。1963年7月19日にレッズを戦力外となった。

### 阪急時代
1964年に阪急ブレーブスに年俸22,500ドルで入団し来日。空港に着くと、私は阪急を優勝するために来た、私のバットと頭脳で実現させる、と語った。長く正二塁手を務めていたロベルト・バルボンに代わってレギュラーとなり、石井晶やウインディとクリーンナップを組む。打率.282（リーグ13位）、36本塁打（同2位）、94打点（同3位）と打撃3部門でチームトップの成績を挙げ、ベストナイン二塁手のタイトルを獲得した。
1965年は打撃好調で、当時パシフィック・リーグ最強打者として君臨していた野村克也（南海）と激しい三冠王争いを展開。8月15日を迎えた時点での打撃成績は、スペンサー：打率.329、33本塁打、62打点、野村：打率.335、27本塁打、80打点で、両者とも三冠を狙える位置に付けていた。しかし、8月14日から8月15日にかけては、タイトル争いとは無関係の東京オリオンズ投手陣によりスペンサーは当時の日本記録となる8打席連続で歩かされる。まず、8月14日に坂井勝二から2打席連続敬遠されると、8月15日のダブルヘッダー第1試合の先発は「精密機械」の異名を取るほどの制球力を誇る小山正明であったが、スペンサーに対しては4打席全てストレートの四球であった。第2試合も2打席連続四球（うち1度は満塁押しだし）で、しびれを切らしたスペンサーは次の打席で敬遠球を無理矢理打ち、連続四球は8打席で終わった。これについては、当時は外国人選手にタイトルを取らせるなという風潮があり、小山も「外国人にはタイトルを取らせたくない」旨の発言をしたともされる（小山自身は発言を否定）。一方で、スペンサーの次を打つ五番・戸口天従がわずか1本塁打と五番を打つには打力不足だったことから、投手が敢えてスペンサーとの勝負を避けた結果とする見方もあり、小山自身ものちに「スペンサーより次打者と勝負した方が勝算が高かった」旨の発言をしている。また、10月3日には野村克也率いる南海と対戦。このときスペンサーはバットのグリップとヘッドを逆さまに構えて打席に立つという抗議行動に出た。しかし南海は、その打席でもスペンサーを敬遠した。この頃のスペンサーはストレスが相当に溜まり、精神的にかなり参っていたという。その後、シーズン残り2週間となった10月5日にスペンサーはオートバイで交通事故に巻き込まれて右足を骨折し、閉幕までの11試合の欠場を余儀なくされた。スペンサーは最高出塁率に、2年連続となるベストナインのタイトルを獲得したものの、打率.311（リーグ2位）、38本塁打（同2位）、77打点（同4位）で、野村の打率.320、42本塁打、110打点には届かず、野村に戦後初の三冠王を許す結果となった。敬遠ラッシュを受けることを予想していたコーチの青田昇は「野村は秋になると打率が落ちる」と言って、スペンサーに首位打者を狙うように提案したが、打倒野村に熱くなっていたスペンサーには伝わらなかった。
なお、同年7月16日にはサイクル安打を記録。阪急入団後初めて記録した三塁打がこの記録に結び付いた。当時の日本ではサイクル安打という概念は無く、スペンサーはサイクル安打を達成した際、自ら記者に「なぜ自分に質問をしてこないのか。これはサイクル安打といって、とんでもない記録なんだよ」と言ったという。このスペンサーの発言をきっかけとして、日本野球機構は過去に遡ってサイクル安打達成者を調査（初代達成者は藤村富美男）、さらにサイクル安打を達成した者は連盟表彰が行われるようになり、通算150本塁打、100勝などの節目の記録と同様に記録達成者として公式に名前が残る事になった。
来日4年目の1967年に38歳となったスペンサーはなおも30本塁打を放ち、阪急のパ・リーグ初制覇の原動力となった。実はこの年の開幕前、阪急西宮球場のラッキーゾーンが3m前方に移設されていた。6月8日には対南海戦（西京極）の試合前に公式記録席の中沢記録員を訪ね、前日の南海戦（西宮）における一塁付近の飛球の取り扱い（スペンサーが飛球の処理を一塁カバーに入った投手に任せたところ投手が落球）でスペンサーに失策が記録されていることについて説明を求め、その回答を聞くや、同記録員のスコアカードを破り捨てるという事件を起こしている。この件に対して連盟からは戒告と制裁金5万円が課せられた。公式記録員に対する抗議等で公式に制裁が課せられた出来事は、これがNPBとして唯一である。巨人と日本シリーズでは、1勝3敗で迎えた第5戦の8回表に堀内恒夫から同点に追いつく2点本塁打を放ち、さらに9回に阪急が逆転したことから、舞台を再度阪急西宮球場に移した一打となった。
1968年は打率.231、18本塁打に終わって、同年限りで退団し帰国。帰国後はレストラン経営や株式投資などをやっていたが、株で大失敗し、仕事を探していたところを阪急から声をかけられ、1971年に選手兼任コーチとして復帰。しかし、昔の面影は失せ、40の坂を越したモタモタぶりだけが目立ち、1972年に再び退団する。退団にあたって、投手の癖を中心に対戦相手のデータを緻密に書き込んだ「スペンサー・メモ」を置き土産に残した。これだけのメモをチームメイトにすら教えていなかったことについて、「味方にスペンサー・メモのことを話すと、いつか必ず相手チームに伝わるからね」と笑いながら語っていたという。このスペンサー・メモは後に阪急の戦術に影響を与えた。

### 現役引退後
故郷のカンザス州ウィチタに戻ると、同州のエル・ドレードを本拠地とするNBC球団ブロンコスの監督を務め、NBCワールドシリーズ制覇に導いた。
一時は故郷に近いテキサス州ヒューストンにある有名なビール会社のノンプロチーム監督、テキサス地区の大学野球部の指導も引き受けたほか、ヒューストン郊外のテキサスA&M大学でもコーチをした。
2004年にはカンザス州スポーツ殿堂入りを果たした。2012年にドジャー・スタジアムの50周年の記念式典に出席した。そのセレモニーの終了後に取材を受け、50年前の思い出、日本の思い出について語っている。日本の野球殿堂入りの話をずっと待っているという。二宮清純はスペンサーについてブレイザーとともに殿堂入りの価値がある旨を語っている。
2017年1月2日に死去。88歳没。

## 選手としての特徴
190cmを越える上背で迫力があり、打撃フォームはホームベースに深く被さったクラウチングスタイルであった。打席でこの構えで睨みつけられると、投手は震え上がるほどであったという。また、「打率は期待するな。阪急で私が本塁打を打たずして他に誰が打つのか」と言って、本塁打を狙っていた。
守っても、カットプレーにおいて、位置取りが的確な上、速いモーションと正確な送球で、通常の二塁手なら微妙なタイミングでも確実に走者を刺し、何度もチームのピンチを救った。
メジャーリーグ時代からワイルドランナーとして知られており、日本でも危険な走塁を何度か試みている。小山正明に2回連続で死球を受けた際に全く怒ったそぶりを見せなかったが、次の出塁時に三塁へ滑り込むと、三塁手の山崎裕之を強烈なスライディングで3m以上もぶっ飛ばしたという。
野球博士として、阪急の野球を変え、パ・リーグの野球を高度化した一方、当時V9中であった巨人には手の内を読まれていた節があり、あまり通用しなかった。しかし、巨人側も先乗りスコアラーにスペンサー専門の係を作り、シーズン半ばから個人的にマークするなど、巨人がスペンサー一人に費やした労力も極めて大きかった。

## 評価
青田昇は「ナンバーワンの外国人はスペンサー」と語っている。スペンサーは投手のクセや捕手のクセを見抜く眼力が長けていたという。またスペンサーの弟子である高井保弘によるとスペンサーは投手が投げるたびにメモを取っていたといい、それから自分も投手のクセを盗むようになったという。
西本幸雄は「ほんまの野球博士やった」と評した。守っても打者一人一人の打球の傾向を読んで、味方の内野手に対して守備位置を的確に指示していたことから、「あいつが守っている時は監督はいらんかったよ」と語っている。
野村克也は「日本のプロ野球を変えたのはスペンサーとブレイザー」と口癖のように言うという。
一方で、同僚であったロベルト・バルボンは「スペンサーは外国人選手を含む他の選手からの評判は悪かった。外国人選手同士でのかばい合いにも加わらず、プライドも高すぎるあまり、本当の友人が作れなかった」と本音を語っている。

## エピソード
伊東一雄の愛称「パンチョ」の名付け親である。
漫画『巨人の星』では日本シリーズで星飛雄馬と対決し、大リーグボール1号をあわやホームランという大ファウルにするが、続く投球でグリップエンドに命中させるコントロールを見せられ、打ち取られる。

## 詳細情報

### 年度別打撃成績
| 年 度     | 球 団     | 試 合 | 打 席 | 打 数 | 得 点 | 安 打 | 二 塁 打 | 三 塁 打 | 本 塁 打 | 塁 打 | 打 点 | 盗 塁 | 盗 塁 死 | 犠 打 | 犠 飛 | 四 球 | 敬 遠 | 死 球 | 三 振 | 併 殺 打 | 打 率 | 出 塁 率 | 長 打 率 | O P S |
| --------- | --------- | ----- | ----- | ----- | ----- | ----- | -------- | -------- | -------- | ----- | ----- | ----- | -------- | ----- | ----- | ----- | ----- | ----- | ----- | -------- | ----- | -------- | -------- | ----- |
| 1952      | NYG SF    | 7     | 18    | 17    | 0     | 5     | 0        | 1        | 0        | 7     | 3     | 0     | 0        | 0     | --    | 1     | --    | 0     | 4     | 0        | .294  | .333     | .412     | .745  |
| 1953      | NYG SF    | 118   | 455   | 408   | 55    | 85    | 18       | 5        | 20       | 173   | 56    | 0     | 1        | 2     | --    | 42    | --    | 3     | 74    | 11       | .208  | .287     | .424     | .711  |
| 1956      | NYG SF    | 146   | 534   | 489   | 46    | 108   | 13       | 2        | 14       | 167   | 42    | 1     | 3        | 4     | 3     | 35    | 2     | 3     | 65    | 10       | .221  | .275     | .342     | .617  |
| 1957      | NYG SF    | 148   | 590   | 534   | 65    | 133   | 31       | 2        | 11       | 201   | 50    | 3     | 1        | 2     | 3     | 50    | 0     | 1     | 50    | 15       | .249  | .313     | .376     | .689  |
| 1958      | NYG SF    | 148   | 626   | 539   | 71    | 138   | 20       | 5        | 17       | 219   | 74    | 1     | 0        | 3     | 8     | 73    | 4     | 3     | 60    | 17       | .256  | .343     | .406     | .750  |
| 1959      | NYG SF    | 152   | 621   | 555   | 59    | 147   | 20       | 1        | 12       | 205   | 62    | 5     | 0        | 3     | 5     | 58    | 4     | 0     | 67    | 14       | .265  | .332     | .369     | .701  |
| 1960      | STL       | 148   | 596   | 507   | 70    | 131   | 20       | 3        | 16       | 205   | 58    | 1     | 1        | 1     | 2     | 81    | 7     | 5     | 74    | 15       | .258  | .365     | .404     | .769  |
| 1961      | STL       | 37    | 153   | 130   | 19    | 33    | 4        | 0        | 4        | 49    | 21    | 1     | 0        | 0     | 0     | 23    | 3     | 0     | 17    | 8        | .254  | .366     | .377     | .743  |
| 1961      | LAD       | 60    | 217   | 189   | 27    | 46    | 7        | 0        | 8        | 77    | 27    | 0     | 1        | 3     | 1     | 20    | 1     | 4     | 35    | 5        | .243  | .327     | .407     | .735  |
| '61計     | LAD       | 97    | 370   | 319   | 46    | 79    | 11       | 0        | 12       | 126   | 48    | 1     | 1        | 3     | 1     | 43    | 4     | 4     | 52    | 13       | .248  | .343     | .395     | .738  |
| 1962      | LAD       | 77    | 191   | 157   | 24    | 37    | 5        | 1        | 2        | 50    | 12    | 0     | 0        | 2     | 0     | 32    | 4     | 0     | 31    | 7        | .236  | .365     | .318     | .684  |
| 1963      | LAD       | 7     | 13    | 9     | 0     | 1     | 0        | 0        | 0        | 1     | 0     | 0     | 0        | 1     | 0     | 3     | 0     | 0     | 2     | 1        | .111  | .333     | .111     | .444  |
| 1963      | CIN       | 50    | 192   | 155   | 21    | 37    | 7        | 0        | 1        | 47    | 23    | 1     | 0        | 0     | 5     | 31    | 0     | 1     | 37    | 0        | .239  | .359     | .303     | .663  |
| '63計     | CIN       | 57    | 205   | 164   | 21    | 38    | 7        | 0        | 1        | 48    | 23    | 1     | 0        | 1     | 5     | 34    | 0     | 1     | 39    | 1        | .232  | .358     | .293     | .651  |
| 1964      | 阪急      | 146   | 605   | 511   | 89    | 144   | 32       | 0        | 36       | 284   | 94    | 4     | 0        | 2     | 7     | 85    | 5     | 0     | 80    | 13       | .282  | .380     | .556     | .936  |
| 1965      | 阪急      | 123   | 485   | 405   | 68    | 126   | 21       | 1        | 38       | 263   | 77    | 1     | 3        | 0     | 1     | 79    | 9     | 0     | 64    | 12       | .311  | .423     | .649     | 1.072 |
| 1966      | 阪急      | 125   | 477   | 403   | 51    | 112   | 28       | 2        | 20       | 204   | 63    | 0     | 4        | 0     | 2     | 71    | 12    | 1     | 72    | 14       | .278  | .386     | .506     | .892  |
| 1967      | 阪急      | 124   | 486   | 413   | 65    | 113   | 17       | 0        | 30       | 220   | 68    | 1     | 1        | 0     | 6     | 62    | 8     | 5     | 70    | 7        | .274  | .370     | .533     | .903  |
| 1968      | 阪急      | 108   | 369   | 316   | 37    | 73    | 16       | 0        | 18       | 143   | 55    | 0     | 1        | 1     | 3     | 48    | 9     | 1     | 71    | 5        | .231  | .332     | .453     | .784  |
| 1971      | 阪急      | 54    | 128   | 108   | 13    | 27    | 5        | 0        | 6        | 50    | 21    | 0     | 0        | 0     | 2     | 14    | 3     | 4     | 22    | 3        | .250  | .352     | .463     | .815  |
| 1972      | 阪急      | 51    | 91    | 77    | 9     | 20    | 1        | 0        | 4        | 33    | 13    | 0     | 0        | 0     | 0     | 12    | 1     | 2     | 20    | 3        | .260  | .374     | .429     | .802  |
| MLB：10年 | MLB：10年 | 1098  | 4206  | 3689  | 457   | 901   | 145      | 20       | 105      | 1401  | 428   | 13    | 7        | 21    | 27    | 449   | 25    | 20    | 516   | 103      | .244  | .327     | .380     | .707  |
| NPB：7年  | NPB：7年  | 731   | 2641  | 2233  | 332   | 615   | 120      | 3        | 152      | 1197  | 391   | 6     | 9        | 3     | 21    | 371   | 47    | 13    | 399   | 57       | .275  | .379     | .536     | .915  |

- 各年度の太字はリーグ最高
- NYG（ニューヨーク・ジャイアンツ）は、1958年にSF（サンフランシスコ・ジャイアンツ）に球団名を変更

### タイトル
NPB
- 最高出塁数：1回 （1965年）

### 表彰
NPB
- ベストナイン：2回 （1964年、1965年）
- 日本シリーズ優秀選手賞：1回 （1967年）
- 日本シリーズ打撃賞：1回 （1968年）
- オールスターゲームMVP：1回 （1965年 第1戦）

### 記録
NPB初記録
- 初出場・初先発出場：1964年3月14日、対西鉄ライオンズ1回戦（小倉球場）、4番・二塁手として先発出場
- 初安打：1964年3月17日、対東京オリオンズ1回戦（阪急西宮球場）、3回裏に小野正一から左前安打
- 初打点：同上、4回裏に小野正一から左犠飛
- 初本塁打：1964年3月19日、対東京オリオンズ3回戦（阪急西宮球場）、7回裏に小山正明から左越ソロ

NPB節目の記録
- 100本塁打：1967年5月17日、対西鉄ライオンズ6回戦（阪急西宮球場）、4回裏に清俊彦から左越ソロ　※史上47人目
- 150本塁打：1972年4月12日、対ロッテオリオンズ1回戦（阪急西宮球場）、7回裏に横山小次郎から左越2ラン　※史上31人目（外国人選手2人目）

NPBその他の記録
- サイクルヒット：1965年7月16日、対近鉄バファローズ15回戦（西京極球場）　※史上23人目
- オールスターゲーム出場：2回 （1964年、1965年）

### 背番号
- 30 （1952年）
- 12 （1953年）
- 20 （1956年 - 1961年）
- 7 （1961年）
- 20 （1962年 - 1963年）
- 9 （1963年）
- 25 （1964年 - 1968年、1971年 - 1972年）